# 120 до н. е.

## Події

### Римська республіка
- Консулами стали Гай Папірій Карбон та Публій Манілій

## Народились
- Аврелія Котта — римська матрона, мати Юлія Цезаря.
- Марк Емілій Лепід — давньоримський політик, консул 78 року до н. е., очолив заколот проти Риму.

## Померли
- Мітрідат V Евергет — понтійський цар
- Зоїл I — греко-бактрійський цар